# 청량산 (경북)
청량산(淸凉山)은 대한민국 경상북도 봉화군에 있는 산이다. 최고봉은 장인봉이며 1982년(경상북도 고시 제172호)에 도립공원으로 지정되었다. 청량산은 중생대 백악기에 퇴적된 경상 누층군 청량산층 등의 역암, 사암, 이암층이 융기·풍화·차별침식 등의 작용으로 다양한 지형이 나타나고 있는데, 봉우리들은 모두 역암으로 이루어져 저각도 수평층리구조를 이루고 있으며 V자곡이 발달된 계곡 주변엔 소규모의 수직·수평절리에 의한 풍화혈과 타모니 등이 발달하여 특별한 경관을 보여줄 뿐만 아니라 학술적 가치도 뛰어나다.

## 개요
「봉화 청량산」은 낙동강 가에 우뚝 자리 잡은 명산으로 자연경관이 수려하여 예로부터 소금강이라고 전하여 왔으며, 조선후기 실학자 이중환의「택리지」에서 보면 백두대간의 8개 명산 외에 대간을 벗어난 4대 명산 중 하나로 평가되어 온 한국의 대표적 명산이다.
해발 800m 내외에 12개 암봉(六六峰 : 장인봉, 선학봉, 자란봉, 자소봉, 탁필봉, 연적봉, 연화봉, 향로봉, 경일봉, 탁립봉, 금탑봉, 축융봉)과 청량산 12대(독서대, 어풍대, 밀성대, 풍혈대, 학소대, 금강대, 원효대, 반야대, 만월대, 자비대, 청풍대, 송풍대, 의상대), 청량산 8굴(김생굴, 금강굴, 원효굴, 의상굴, 반야굴, 방장굴, 고운굴, 감생굴) 및 청량산 4우물(총명수, 청량약수, 감로수, 김생폭)이 어우러져 아름다운 자연경관을 보여준다.
또한, 고려말 공민왕이 홍건적의 난을 피해 안동 몽진 시 머무르며 축조하였다는 산성 흔적과 마을 주민들이 공민왕을 추모하기 위해 만든 사당이 남아 있으며, 원효, 의상, 김생, 최치원, 이황 등 역사적 인물과 관련된 장소와 설화들이 많이 남아 있는 등 이 곳은 불교의 도량으로, 그리고 16세기 사림파의 등장 이후 산수경치를 사랑하고 유교와 퇴계를 숭상하는 선비들의 유교적 순례지가 되어 왔다.
「봉화 청량산」은 이렇듯 역사적 유래가 깊은 명산일 뿐 아니라 공민왕을 기리는 당제가 아직까지 이어져 내려오는 등 민속적 가치가 크고, 자연경관이 매우 뛰어난 명승지로 평가된다.

## 지질
청량산에는 중생대 백악기에 형성된 퇴적암 지층 경상 누층군 청량산층의 역암, 사암, 이암층이 융기·풍화·차별침식 등의 작용으로 다양한 지형이 나타나고 있는데, 봉우리들은 모두 청량산층의 역암으로 이루어져 저각도 수평층리구조를 이루고 있으며 V자곡이 발달된 계곡 주변엔 소규모의 수직·수평절리에 의한 풍화혈과 타모니 등이 발달하여 특별한 경관을 보여줄 뿐 아니라 학술적 가치 또한 뛰어나다.
청량산층 하부 청량산층원(청량산역암)은 청량산도립공원 내 청량산 산정부를 비롯해 산복부에 넓게 분포하며 문명산, 청량산을 비롯한 험준한 지형을 이룬다. 청량산층 상부 오십봉현무암은 도립공원 동부 산정부에 분포하며 4 내지 6매의 현무암과 사이에 협재되는 녹회색/적갈색 역암, 적갈색 사암/이암으로 구성된다. 청량산도립공원 내에는 두께 50m의 역암체인 병풍바위와 같이 수많은 절벽들이 발달한다. 청량산 도립공원은 기반암인 청량산층이 노출되어 암봉을이루는 곳이 많은데, 이는 청량산층이 영양소분지의 타 지층에 비해 상대적으로 풍화와 침식에 강해 침식을 덜 받아 높은 산지를 형성한 것이다. 청량산도립공원 내에는 서북서-동남동 방향의 남애 단층과 북곡 단층이 있으며 이들 단층은 수직 절리와 단애 그리고 직선상의 계곡들을 형성시켰다.

## 청량산 도립공원
수려한 경관과 유서 깊은 문화유적이 곳곳에 있어 봉화군 및 안동시 일대의 48.76 km2를 1982년 8월 21일 도립공원(경상북도 고시 제172호)으로 지정하였다. 의상이 건립했다는 청량사와 신라시대의 명필 김생(金生)이 글씨를 공부하던 김생굴(金生窟), 최치원이 수도한 풍혈대와 독서대, 고려 공민왕이 홍건적의 난을 피하여 은신한 유명한 오마대(五馬臺)와 공민왕당 등이 있다. 《신증동국여지승람》에 '돌로 쌓았다. 둘레가 1,350척이고 안에 우물 7개소와 시내 2개가 있다. 지금은 폐하였다.'라고 기록된 청량산성지도 있다.

## 청량사

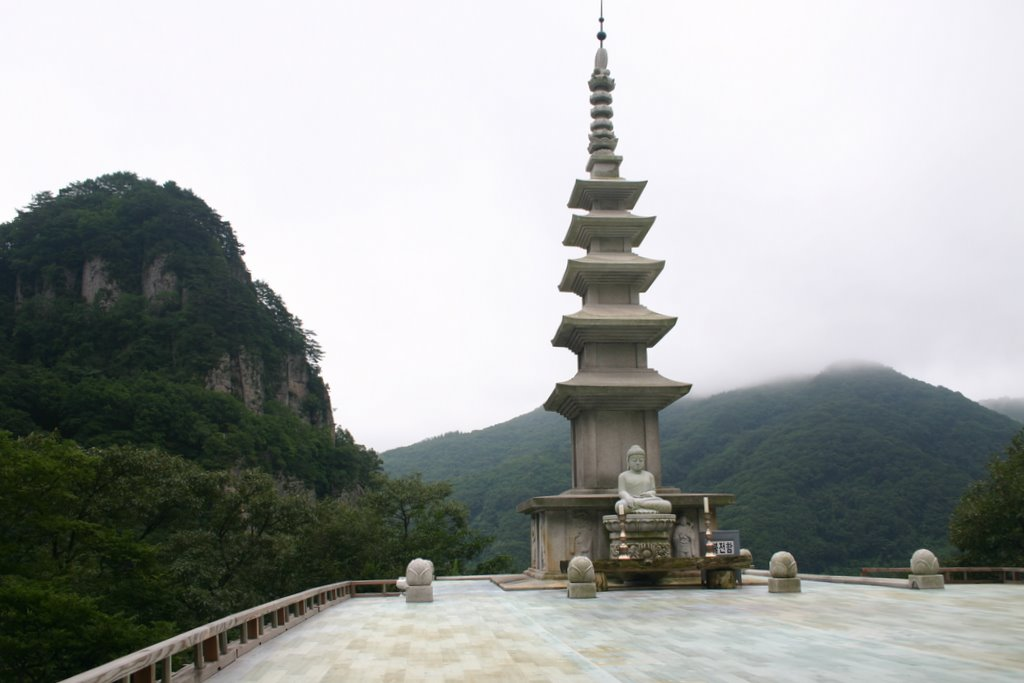
청량산 안에 소재한 청량사

## 같이 보기
- 한국의 산
- 경상 누층군 청량산층 - 청량산의 대부분을 구성하는 지층이다.